# Djaf
Jaff (kurd: جاف; també Jahf, Jaaf, Jaf, Caf) és la tribu kurda més gran també coneguda com a clan, que viu a les terres frontereres de l'Iran i l'Iraq. El seu cor es troba entre Sulaymaniyah i Sanandaj. La tribu s'adhereix principalment a l'escola Shafi'i amb molts seguidors Naqshbandi i Qadiriyya. Es va originar l'any 1114 per Zaher Beg Jaff, altres líders importants van ser Mohamed Pasha Jaff, Lady Adela, Osman Pasha Jaff i Mahmud Pasha Jaff, la seva llar ancestral és el castell de Sherwana. L'Imperi Otomà els va atorgar el nom de Pasha, un títol nobiliari, a la dècada de 1700. Són la tribu kurda més gran de l'Orient Mitjà amb aproximadament 4 milions de persones i parlen Babani Sorani. Van governar el Principat d'Ardalan fins a la dècada de 1860.

## Distribució geogràfica
La tribu Jaff viu a les següents ciutats i pobles: Helebce, Kelar, Silêmanî, Ravansar, Sine, Ciwanrro, Selas-bawecanî, Kirmaşan, Xaneqîn.

## Història
Occident va començar els lligams amb la tribu Jaff durant la Primera Guerra Mundial, quan Ely Bannister Soane va establir contacte. Després de la guerra, la tribu es va oposar al xeic Mahmud Barzanji, així com al fracàs de la Gran Bretanya per atorgar l'autonomia kurda a l'Iraq. A principis del segle xx, la tribu controlava una novena part de l'Iraq i controlava el sistema de comunicació del país. El 1933, uns 100.000 rifles estaven en mans de la tribu, al contrari dels únics 15.000 de l'Iraq recentment establert. Durant aquest període, la tribu es va sedentaritzar.

## Membres notables
Líders i polítics
- Mohamed Pasha Jaff, un rei kurd i cap suprem de la tribu Jaff, va construir el castell de Sherwana el 1734.
- Osman Pasha Jaff, (nascut el 1846) un rei kurd, líder de la tribu Jaff, i casat amb Adela Khanum de l'antiga tribu Ardalan.[16]
- Adela Jaff (1847–1924), anomenada princesa dels valents pels britànics; es va casar amb el rei kurd Osman Pasha Jaff, va ser famosa pel seu paper a la regió, és a dir, a l'època de Shiekh Mahmood Al-Jaff Hafeed.
- Ahmed Mukhtar Jaff (1898–1934), va ser membre del parlament iraquià i alcalde d'Halabja.
- Nawzad Dawood Beg Jaff (també conegut com Nozad Dawood Fattah Al Jaff), president de North Bank Iraq i líder de la tribu Jaff.[17][18][9]
- Akram Hamid Begzadeh Jaff, líder kurd, polític i exministre d'Agricultura a l'Iraq.
- Hanna Jaff (nascuda el 1986), mexicà-kurda d'origen nord-americà que és política, filantropa, autora i portaveu.[19][20][21]

Artistes, poetes, cantant
- Khanai Qobadi Jaff (ca.1700–1759), un poeta de Jaff del segle XVIII.[22]
- Nali Jaff (1797 o 1800–1855 o 1856), poeta que va contribuir a fer la llengua literària sorani del sud del Kurdistan.[23]
- Abdulla Goran Jaff (1904–1962).
- Tara Jaff (nascuda el 1958), cantant i músic especialitzada en arpa.[24]

Estudiosos i acadèmics
- Fereidoun Biglari (nascut el 1970), arqueòleg i conservador del museu.[25]